# Хугенхольц, Джон
Джон Хугенхольц (1914—1995) — голландский архитектор, разработчик автогоночных трасс и машин.
Отец Хугенхольца был протестантом. В 1918 году маленький Джон переехал вместе с семьёй в Пюрмеренд, в 1924 году — в Аммерстоль. Хугенхольц учился на адвоката, позже стал журналистом. Его большим увлечением были машины. В юности он стал мотогонщиком-любителем. В 1936 основал Автоклуб Нидерландов и был директором Зандворта с 1949 по 1974. Позже он основал Международную Ассоциацию гоночных трасс в Париже.
Хугенхольц — автор многих известных автогоночных трасс, дизайнов машин.
10 января 1995 Хугенхольц вместе с женой в Зандворте попали в автомобильную катастрофу. От полученных травм жена умерла мгновенно. Хугенхольц пережил её на два месяца.
Сын — Ганс Хугенхольц (1950) — автогонщик.

## Список трасс
- Сузука (1962)
- Золдер (1963)
- Хоккенхаймринг («Стадионная» секция) (1965)
- Харама (1967)
- Онтарио Мотор Спидвей (1970)
- Нивель-Болер (1971)